# Hunyad vármegye

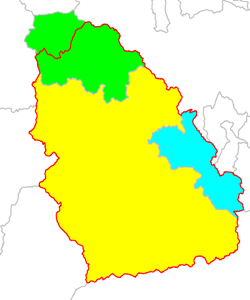
Hunyad vármegye határainak kiterjesztése 1876-ban

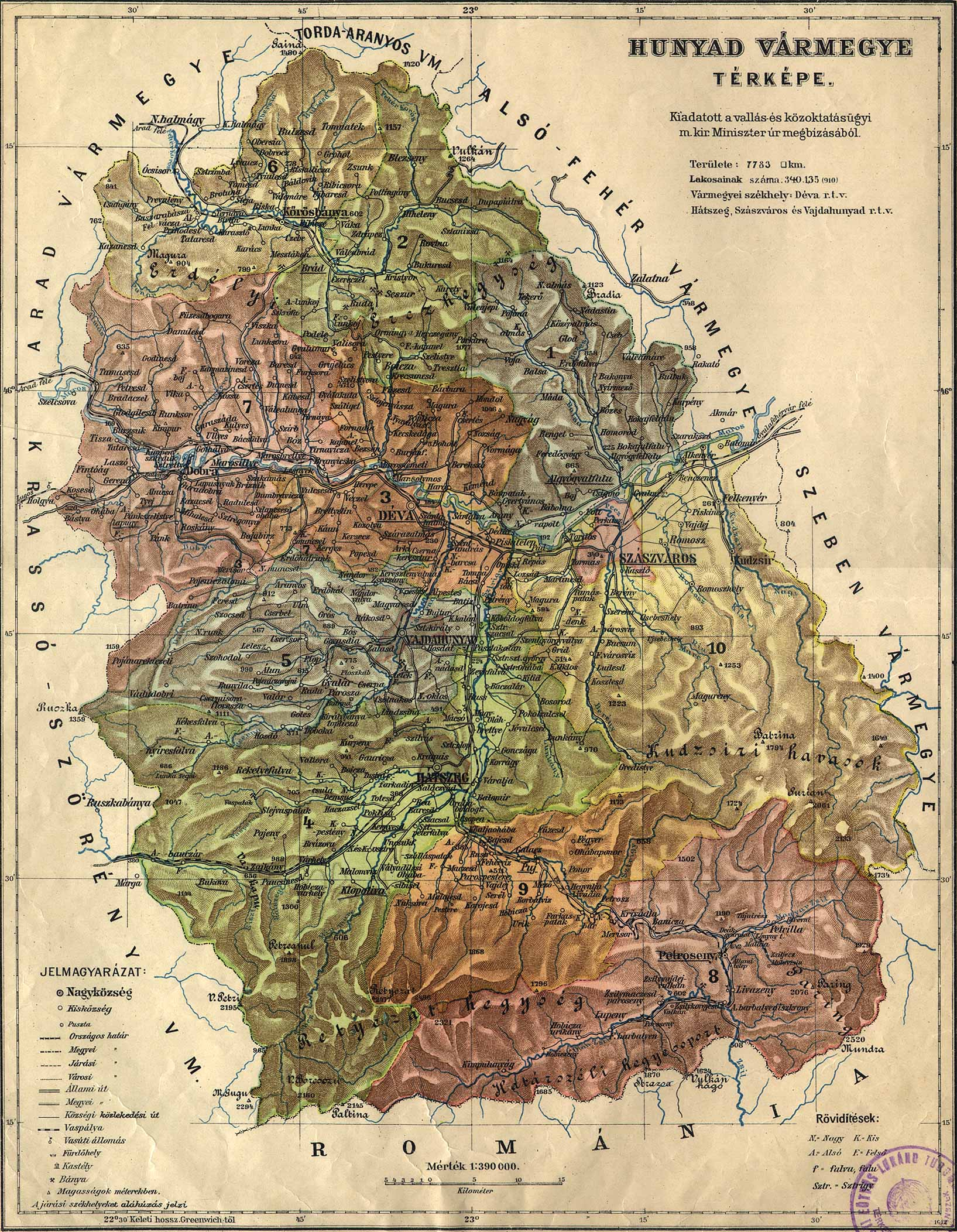
Hunyad vármegye közigazgatási térképe 1910-ből

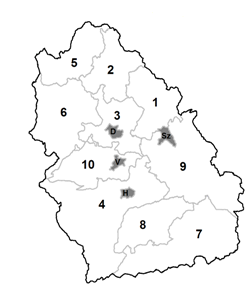
Hunyad vármegye járásai és városai 1914-ben

Hunyad vármegye (románul: Hunedoara; németül: Eisenmarkt; latinul: Hunyadiensis): közigazgatási egység az egykori Magyar Királyság területén. Székhelye Déva volt. A vármegye jelenleg Románia része.

## Földrajz
A vármegyét északon Torda-Aranyos vármegye, keleten Alsó-Fehér és Szeben vármegyék, délen Románia, nyugaton pedig Arad és Krassó-Szörény vármegyék határolták.
Hunyad vármegye egyike volt a Magyar Királyság leghegyesebb vármegyéinek. A vármegye területét több óriási hegycsoport fedte le: a Retyezát-hegység, a Paring-hegység, a Kudsiri-havasok, a Pojána-Ruszka hegység, és a Bihar-hegység. A vármegyének sok fontos folyója is volt: a Maros, Sebes, Zsil, Sztrigy, Fehér-Körös. Mivel a vármegye hegységeiben szenet bányásztak, ipari szempontból volt különlegesen fontos.

## Történelem
A Hunyad név magyar személynévből alakult ki, s bizonyára első ispánja nevét őrzi.
Hunyad vármegye szervezésére Gyula 1003-ban történt legyőzése után kerülhetett sor. Ekkor ültethették a Maros síkján emelkedő város mellé a berény törzsbeli vitézeket, és ezt követően építhették ki a hunyadi földvárat - amely földvárnak utolsó ura Béld vagy annak utóda lehetett - az első ispán székhelyévé.
Legelőször az 1256-os pápai dézsma alkalmával említik. Az 1876-os megyerendezéskor csatolták területéhez a megszűnő Zaránd vármegye egyik felét, továbbá a szintén megszűnő Szászváros-széket.
1920-tól Románia része. Ma az egykori vármegye területének legnagyobb része a romániai Hunyad megyéhez, néhány község keleten Fehér, délnyugaton Krassó-Szörény megye területéhez tartozik.

## Lakosság
Hunyad vármegyének 1880-ban 248 464 lakosa volt, ebből 87,5% román, 4,9% magyar, 2,5% német. 1910-ben 340 135 lakosa volt, ebből 79,9% román, 15,5% magyar, 2,5% német.

## Közigazgatás
A vármegye 1910-ben 10 járásra oszlott és négy rendezett tanácsú város tartozott hozzá.
A járások:
1. Algyógyi járás, székhelye Algyógy
2. Brádi járás, székhelye Brád
3. Dévai járás, székhelye Déva
4. Hátszegi járás, székhelye Hátszeg
5. Körösbányai járás, székhelye Körösbánya
6. Marosillyei járás, székhelye Marosillye
7. Petrozsényi járás, székhelye Petrozsény
8. Puji járás, székhelye Puj
9. Szászvárosi járás, székhelye Szászváros
10. Vajdahunyadi járás, székhelye Vajdahunyad

A rendezett tanácsú városok:
- Déva
- Hátszeg
- Szászváros
- Vajdahunyad